# (2233) Kuznetsov
(2233) Kuznetsov est un astéroïde de la ceinture principale.

## Description
(2233) Kuznetsov est un astéroïde de la ceinture principale. Il fut découvert le 3 décembre 1972 à Naoutchnyï par Lioudmila Jouravliova. Il présente une orbite caractérisée par un demi-grand axe de 2,28 UA, une excentricité de 0,08 et une inclinaison de 3,4° par rapport à l'écliptique.

## Compléments